# Glucuronidering
Glucuronidering is een fase II-biotransformatiereactie. Hierbij wordt een lichaamsvreemde stof gekoppeld (geconjugeerd) aan een lichaamseigen stof. Bij glucuronidering wordt er glucuronzuur geconjugeerd aan hydroxyl-, carbonzuur-, amino- of thiolgroepen van lichaamsvreemde stoffen of daarvan afgeleide metabolieten.
De omzettingsproducten zijn meestal farmacologisch inactief. Dit is de ontgifting die het lichaam beoogt. Maar de glucuroniden van morfine en midazolam zijn ook actief en kunnen bij cumulatie, door bijvoorbeeld nierfunctieproblemen, nog significant aan het effect van de moederverbinding bijdragen.
De enzymen die een rol spelen bij die omzetting zijn glucuronosyltransferasen. Ze hebben uridinedifosfaat-glucuronzuur nodig als cofactor. Het bekendste enzym is het UGT2B7 (UDP-Glucuronosyltransferase-2B7).